# Mannenmarathon van Tokio 1998
De Mannenmarathon van Tokio 1998 werd gelopen op zondag 8 februari 1998. Het was de 19e editie van de Tokyo International Marathon. Aan deze wedstrijd mochten alleen mannelijke elitelopers deelnemen. De Spanjaard Alberto Juzdado kwam als eerste over de streep in 2:08.01.

## Uitslagen
| rang   | naam               | land | tijd    |
| ------ | ------------------ | ---- | ------- |
| Goud   | Alberto Juzdado    | ESP  | 2:08.01 |
| Zilver | Vanderlei de Lima  | BRA  | 2:08.31 |
| Brons  | Jose-Manuel Garcia | ESP  | 2:08.40 |
| 4      | Giacomo Leone      | ITA  | 2:09.46 |
| 5      | Eder Fialho        | BRA  | 2:10.14 |
| 6      | Tomoaki Kunichika  | JPN  | 2:11.28 |
| 7      | Akira Manai        | JPN  | 2:11.46 |
| 8      | Yasuaki Yamamoto   | JPN  | 2:12.51 |
| 9      | Rolando Vera       | ECU  | 2:13.09 |
| 10     | Shinji Kawashima   | JPN  | 2:15.13 |
| 11     | Osmiro da Silva    | BRA  | 2:16.15 |
| 12     | Jan Huruk          | POL  | 2:16.33 |
| 13     | Masashi Fukuda     | JPN  | 2:17.16 |
| 14     | Takahiro Hattori   | JPN  | 2:17.20 |
| 15     | Takashi Munetake   | JPN  | 2:18.48 |
| 16     | Koichi Noro        | JPN  | 2:18.54 |
| 17     | Satoshi Sanpei     | JPN  | 2:19.29 |
| 18     | Hiroyuki Yamagishi | JPN  | 2:19.53 |
| 21     | Xolile Yawa        | RSA  | 2:21.54 |

Tokyo International Marathon (alleen mannen)

1981 · 1982 · 1983 · 1984 · 1985 · 1986 · 1987 · 1988 · 1989 · 1990 · 1991 · 1992 · 1993 · 1994 · 1995 · 1996 · 1997 · 1998 · 1999 · 2000 · 2001 · 2002 · 2003 · 2004 · 2005 · 2006

Tokyo International Women's Marathon (alleen vrouwen)

1979 · 1980 · 1981 · 1982 · 1983 · 1984 · 1985 · 1986 · 1987 · 1988 · 1989 · 1990 · 1991 · 1992 · 1993 · 1994 · 1995 · 1996 · 1997 · 1998 · 1999 · 2000 · 2001 · 2002 · 2003 · 2004 · 2005 · 2006 · 2007 · 2008

Tokyo Marathon (beide)

2007 · 2008 · 2009 · 2010 · 2011 · 2012 · 2013 · 2014 · 2015 · 2016 · 2017 · 2018 · 2019 · 2020 · 2021 · 2022 · 2023 · 2024